# Презіденті-Жетулью
Презіденті-Жетулью (порт. Presidente Getúlio) — муніципалітет в Бразилії, входить до складу штату Санта-Катарина. Є складовою частиною мезорегіону Валі-ду-Ітажаї. Входить до економічно-статистичного мікрорегіону Ріу-ду-Сул. Населення становить 13 043 чоловіки (станом на 2006 рік). Займає площу 295,650 км².
Місто засновано 1 червня 1904 року.
| Бразилія | Це незавершена стаття з географії Бразилії. Ви можете допомогти проєкту, виправивши або дописавши її. |

1. 1 2 3 4 5 6  OpenStreetMap — 2004.